# Feng Bao 1
A Feng Pao 1 (風暴一號, Feng Bao 1, jelentése: „Vihar–1”) egyike a Kína által fejlesztett és üzemeltetett hordozórakétáknak. Fejlesztésébe 1969-ben a viharos időszakú kulturális forradalom idején (1966-1976) kezdtek. Fejlesztője a Shanghai No. 2 Bureau vállalt. Űreszköz szállítására 1972-1981 közötti került sor, 11 indításából 7 jutott Föld körüli pályára. A rakétát később kivonták a használatból a Hosszú Menetelés–2 hordozórakéta előnyösebb tulajdonságai miatt. Működése alatt 3 db JSSW és 1 db SJ műholdat indítottak vele sikeresen.
A Csiucsüan Űrközpont volt a felbocsátás helyszíne.  Első indítása 1972. augusztus 10., utolsó 1981. szeptember 19-én  volt.

## Felépítése
Két darab folyékony üzemanyagú fokozatból állt. Bruttó tömege 191 700 kilogramm, 2500 kilogramm hasznos terhet tudott 200 kilométeres alacsony Föld körüli pályára juttatni. Magassága 33, törzsátmérője 3,35 méter. 1981-ben űreszköz hordozóként megszűnt.

### 1. fokozat
Bruttó tömege 150,4 kilogramm, magassága 20,1 m, törzsátmérője 3,35 méter. Hajtóanyaga: N2O4/UDMH. Négy motor üzemeltette, típusa: YF-20A.

### 2. fokozat
Bruttó tömege 38,3 kilogramm, magassága 7,4 m, törzsátmérője 3,35 méter. Hajtóanyaga: N2O4/UDMH. Egy motor üzemeltette, típusa: YF-22/23.